# Alex Olmedo
Alejandro »Alex« Rodríguez Olmedo, perujsko-ameriški tenisač, * 24. marec 1936, Arequipa, Peru, † 9. december 2020, Los Angeles, ZDA.
Alex Olmedo se je v posamični konkurenci trikrat uvrstil v finale turnirjev za Grand Slam. Leta 1959 je osvojil Prvenstvo Avstralije, v finalu je premagal Neala Fraserja, in istega leta tudi Prvenstvo Anglije, kjer je v finalu premagal Roda Laverja. Na turnirjih za Nacionalno prvenstvo ZDA se je najdlje uvrstil v finale leta 1959, ko ga je premagal Neale Fraser, na turnirjih za Odprto prvenstvo Francije pa v drugi krog leta 1972. Turnir za Nacionalno prvenstvo ZDA je leta 1958 osvojil v konkurencah moških in mešanih dvojic. Leta 1987 je bil sprejet v Mednarodni teniški hram slavnih.

## Finali Grand Slamov

### Posamično (3)

#### Zmage (2)
| Leto | Turnir               | Nasprotnik v finalu | Rezultat finala    |
| 1959 | Prvenstvo Avstralije | Neale Fraser        | 6–1, 6–2, 3–6, 6–3 |
| 1959 | Prvenstvo Anglije    | Rod Laver           | 6–4, 6–3, 6–4      |

#### Porazi (1)
| Leto | Turnir                   | Nasprotnik v finalu | Rezultat finala    |
| 1959 | Nacionalno prvenstvo ZDA | Neale Fraser        | 3–6, 7–5, 2–6, 4–6 |

### Moške dvojice (2)

#### Zmage (1)
| Leto | Turnir                   | Partner        | Nasprotnika v finalu       | Rezultat finala    |
| 1958 | Nacionalno prvenstvo ZDA | Ham Richardson | Sam Giammalva Barry MacKay | 3–6, 6–3, 6–4, 6–4 |

#### Porazi (1)
| Leto | Turnir                   | Partner        | Nasprotnika v finalu     | Rezultat finala         |
| 1959 | Nacionalno prvenstvo ZDA | Butch Buchholz | Roy Emerson Neale Fraser | 6–3, 3–6, 7–5, 4–6, 5–7 |

### Mešane dvojice (1)

#### Porazi (1)
| Leto | Turnir                   | Partner     | Nasprotnika v finalu                 | Rezultat finala |
| 1958 | Nacionalno prvenstvo ZDA | Maria Bueno | Neale Fraser Margaret Osborne duPont | 3–6, 6–3, 7–9   |